# Criolls portuguesos

Distribució del portuguès al món:
Llengua materna
Llengua oficial i administrativa
Llengua cultural o secundària
Minories lusoparlants
Criolls portuguesos

Els criolls portuguesos són les llengües criolles que tenen el portuguès com a base lèxica.

## Orígens
L'exploració portuguesa d'ultramar en els segles XV i XVI va donar lloc a l'establiment de l'Imperi Portuguès amb assentaments comercials, fortificacions i colònies a Àfrica, Àsia i Amèrica. El contacte entre l'idioma portuguès i les llengües natives va donar lloc a molts pidgins de base portuguesa, utilitzats com lingua franca en tot l'àmbit d'influència portuguesa. Amb el temps, molts d'aquests pidgins foren nativitzats i esdevingueren noves llengües criolles estables.
Com és la norma en la majoria dels criolls, el lèxic d'aquests idiomes es pot remuntar a les llengües emparentades, generalment amb predomini de portuguès, mentre que la gramàtica és majoritàriament original i única per a cada crioll i amb poc semblança amb la sintaxi del portuguès o de l'idioma substrat.
Aquests criolls són (o van ser) parlats majoritàriament per comunitats de descendents de portuguesos, nadius, i de vegades d'altres pobles de l'imperi colonial portuguès.
Fins temps recents els criolls eren considerats dialectes "degenerats" del portuguès i indignes d'atenció. Com a conseqüència, hi ha poca documentació sobre els detalls de la seva formació. A partir del segle 20 s'incrementà el seu estudi per part dels lingüistes que donaren diverses teories. Segons la teoria monogenètica dels pidgins se suposa que en les fortaleses establertes pels portuguesos a la costa d'Àfrica Occidental en els segles XV al XVIII es parlava algun tipus de llengua pidgin, coneguda com a pidgin portuguès d'Àfrica Occidental, basat en el portuguès. Aquesta varietat va ser el punt de partida de totes les llengües pidgin i criolles. Això explicaria en certa manera per què els elements lèxics portuguesos es poden trobar en molts criolls, però el més important, explicaria les nombroses similituds gramaticals compartides per aquests idiomes, com la preposició na , que significa "en" i/o "dins", que vindria de la contracció portuguesa na vol dir "en la" (femení singular).

### Origen del nom
La paraula portuguesa per a "crioll" és crioulo, que deriva del verb criar i el sufix -oulo d'origen controvertit. Originalment, la paraula era utilitzada per distingir els membres de qualsevol grup ètnic nascuts i criats a les colònies dels que van néixer a llur terra natal. Així que a l'Àfrica s'aplica sovint a les persones nascudes allçi i d'ascendència totalment o parcialment portuguesa, en contraposició als nascuts a Portugal. Alhora a Brasil també s'utilitza per distingir els negres nascuts d'ascendència africana dels que havien estat portats d'Àfrica com a esclaus.
Amb el temps, però, aquest sentit genèric es va perdre, i la paraula crioulo o els seus derivats (com "crioll" i els seus equivalents en altres idiomes) esdevingueren el nom de diverses comunitats específiques de l'Alta Guinea superiors i les seus llengües: els guineans i el seu kriol, els capverdians i el seu kriolu, que són els que avui tenen un ús important malgrat la importància del portuguès estàndard oficial.

## Classificació

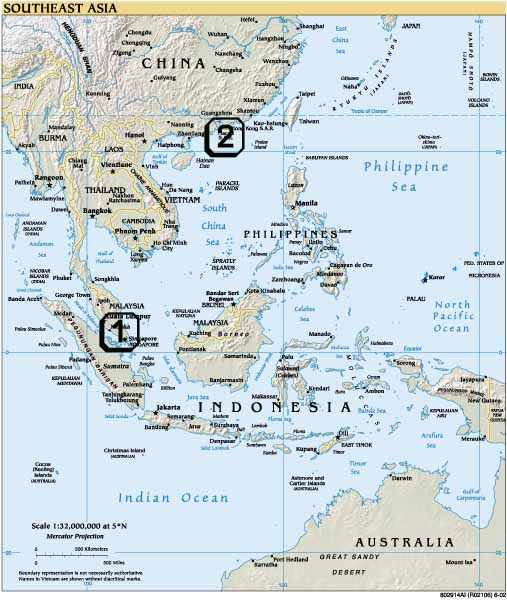
Criolls portuguesos del d'Àsia Sud-oriental: Papiá Kristang de Malàisia (1) i Macaista Chapado de Macau, SAR (2).

Els criolls portuguesos foren classificats per Dulce Pereira per ordre geogràfic i llengua de substrat (llengua que va contactar amb el portuguès):
Criolls afroportuguesos
- Criolls de l'Alta Guinea
  - Cap Verd (Crioll capverdià o Kauberdianu).
    - Criolls de Sotavento
      - Crioll de Brava
      - Crioll de Fogo
      - Crioll de Santiago
      - Crioll de Maio

    - Criolls de Barlavento
      - Crioll de Boa Vista
      - Crioll d'illa de Sal
      - Crioll de São Nicolau
      - Crioll de São Vicente
      - Crioll de Santo Antão

  - Guinea Bissau (Crioll de Guinea Bissau o Kriol).
  - Casamance (Crioll de Casamance)
- Criolls del Golf de Guinea
  - São Tomé
    - Forro o São-tomense
    - Angolar, amb fort substrat kimbundu

  - Príncipe
    - Principense o Lunguyê

  - Annobón
    - Annobonès o Fá d'Ambô

Criolls indoportuguesos
- Índia
  - Diu (Língua dos velhos)
  - Damão (Língua da casa)
  - Bombai (Crioll indoportuguès de Bombai)
  - Korlai (Indoportuguès de Korlai)
  - Quilom (Crioll indoportuguès de Quilom)
  - Tellicherry (Crioll indoportuguès de Tellicherry)
  - Cananor (Crioll indoportuguès de Cananor)
  - Mangalore (Crioll indoportuguès de Mangalore)
  - Kochi i Vaipim (Crioll indoportuguès de Kochi)
  - Coromandel (Crioll indoportuguès de la Costa de Coromandel)
- Índia i Bangladesh
  - Bengala (Crioll indoportuguès de Bengala)
- Sri Lanka (Crioll portuguès de Sri Lanka)
  - Trincomalee i Batticaloa
  - Mannar
  - Puttallam

Criolls malaioportuguesos
- Malàisia (Kristang)
  - Malaca
  - Kuala Lumpur
  - Singapur
- Indonèsia
  - Java (Crioll portuguès de Java o mardijker) †
  - Flores (Crioll portuguès de Flores) †
  - Ternate (Portugis) †
  - Ambon (Portugis) †
  - Macassar (Portugis) †
- Timor (Crioll portuguès de Bidau) †
- Malaio Manado, crioll de base malaia amb forta influència portuguesa (Indonèsia)

Criolls sinoportuguesos
- Patuá macaense (Macau, Hong Kong i altres indrets)

Criolls lusoamericans
- Papiament, de Curaçao, Aruba i Bonaire, a les Antilles Neerlandeses
- Saramacca, crioll de base anglesa amb forta influència portuguesa (Surinam)
- Paramacca, crioll de base anglesa amb forta influència portuguesa (Surinam)
- Lanc-patuá, al nord del Brasil, amb forta influència francesa.